# Бингем, Райан
Джордж Райан Бингем (англ. Ryan Bingham; род. 31 марта 1981, Хобс) — бывший наездник родео, ставший музыкантом. Выпустил три альбома под лейблом Lost Highway Records.

## Биография
Бингем родился в Хобсе, Нью-Мексико, США. Бросил школу в 17 лет и начал участвовать в шоу езды на быках, которые ему показали его мексиканские друзья.

## Дискография

### Альбомы
| Year | Album                   | Chart Positions | Chart Positions | Chart Positions | Label                  |
| Year | Album                   | US Country      | US              | US Heat         | Label                  |
| ---- | ----------------------- | --------------- | --------------- | --------------- | ---------------------- |
| 2007 | Mescalito               | —               | —               | 37              | Lost Highway           |
| 2009 | Roadhouse Sun           | 17              | 65              | —               | Lost Highway           |
| 2010 | Junky Star              | 2               | 19              | —               | Lost Highway           |
| 2012 | Tomorrowland            | 7               | 36              | —               | Axster/Bingham Records |
| 2015 | Fear and Saturday Night | —               | 47              | —               | Axster/Bingham Records |

### Синглы
| Year | Single           | US  | US Heat | Album                  |
| ---- | ---------------- | --- | ------- | ---------------------- |
| 2010 | «The Weary Kind» | 116 | 15      | Crazy Heart Soundtrack |
| 2010 | «Depression»     | -   | -       | Junky Star             |

### Музыкальные видео
| Year | Video                 | Director     |
| ---- | --------------------- | ------------ |
| 2007 | «Southside of Heaven» | Anna Axster  |
| 2008 | «Bread and Water»     |              |
| 2009 | «Country Roads»       |              |
| 2010 | «The Weary Kind»      | Danny Clinch |

## Фильмография
| Год  |   | Русское название   | Оригинальное название | Роль                                                |
| ---- | - | ------------------ | --------------------- | --------------------------------------------------- |
| 2009 | ф | Сумасшедшее сердце | Crazy Heart           | Тони                                                |
| 2014 | ф | Джеки и Райан      | Jackie & Ryan         | брат ковбоя                                         |
| 2017 | ф | Недруги            | Hostiles              | сержант Пол Маллой                                  |
| 2018 | с | Йеллоустон         | Yellowstone           | Уокер, бывший заключённый, ковбой на ранчо Даттонов |